# Aeropuerto Jumandy
El Aeropuerto Jumandy es un aeropuerto de Ecuador que está ubicado en el cantón Tena de la Provincia de Napo. Fue inaugurado en 2011 por el expresidente Rafael Correa, provocando el cierre del antiguo aeropuerto de Tena, el Aeropuerto Mayor Galo de la Torre. Se encuentra a 35 km al oriente de la ciudad en la parroquia rural de Ahuano.

## Destinos
Actualmente ninguna aerolínea comercial opera en este aeropuerto.

### Antiguos destinos
| Ciudad y provincia                                                   | Aeropuerto                              | Aerolínea | Observaciones                                 |
| -------------------------------------------------------------------- | --------------------------------------- | --------- | --------------------------------------------- |
| Macas, Morona Santiago                                               | Aeropuerto Edmundo Carvajal             | TAME      | Suspendió operaciones el 11 de enero de 2016. |
| [[Archivo:\|20x20px\|border\|Bandera de Pichincha]] Quito, Pichincha | Aeropuerto Internacional Mariscal Sucre | TAME      | Suspendió operaciones el 11 de enero de 2016. |

## Estadísticas
| Pasajeros nacionales | Pasajeros nacionales |
| -------------------- | -------------------- |
| 2016                 | 216                  |
| 2017                 | 28                   |
| 2018                 | 57                   |
| 2019                 | 211                  |
| 2020                 | 46                   |
| 2021                 | 31                   |
| 2022                 | 134                  |
| 2023                 | 52                   |